# William Crane
Pour les articles homonymes, voir Crane.
Ne pas confondre avec l'acteur américain William H. Crane (1845-1928).
William Crane, né en 1785 et mort en 1853, est un marchand, juge et homme politique canadien du Nouveau-Brunswick.
William Crane naît le 15 février 1785 à Horton (Wolfville) en Nouvelle-Écosse. Il déménage en 1819 à Sackville où il devient marchand. Il officie également comme juge de paix puis se lance en politique. Il remporte en 1824 un des sièges de député de la circonscription de Westmorland pour la 6e législature du Nouveau-Brunswick. Il sera ensuite réélu cinq fois en 1827, 1831, 1835, 1837 et 1851. De 1831 à 1835, il est nommé Président de l'Assemblée législative du Nouveau-Brunswick. Il meurt en cours de mandat, le 31 mars 1853 à Fredericton.